# Pethia
Pethia – rodzaj słodkowodnych i morskich ryb z rodziny karpiowatych (Cyprinidae).

## Klasyfikacja
Gatunki zaliczane do tego rodzaju:
- Pethia ater
- Pethia bandula
- Pethia conchonius – brzanka różowa[2]
- Pethia cumingii – brzanka cejlońska[3]
- Pethia didi
- Pethia erythromycter
- Pethia expletiforis[4]
- Pethia gelius – brzanka kropkowana[5]
- Pethia khugae
- Pethia macrogramma
- Pethia meingangbii
- Pethia melanomaculatus
- Pethia muvattupuzhaensis
- Pethia nankyweensis
- Pethia narayani
- Pethia nigripinnis
- Pethia nigrofasciata – brzanka purpurowa[2]
- Pethia ornatus
- Pethia padamya
- Pethia phutunio – brzanka karłowata[6]
- Pethia pookodensis
- Pethia punctata
- Pethia reval
- Pethia setnai
- Pethia shalynius
- Pethia stoliczkana – brzanka Stoliczki[2]
- Pethia thelys
- Pethia tiantian
- Pethia ticto – brzanka dwuplama[3], brzanka odeska[5]
- Pethia yuensis

Gatunkiem typowym jest Barbus nigrofasciatus (P. nigrofasciata).

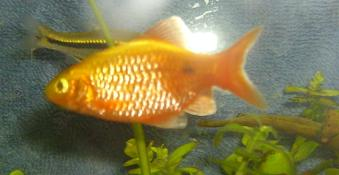
Pethia conchonius
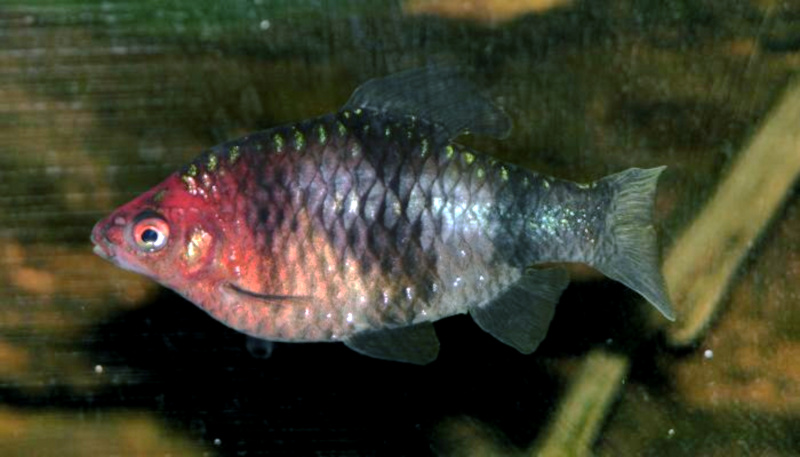
Pethia nigrofasciata